# Gayvox
Gayvox était l'un des premiers portails web communautaires gays et lesbiens français, apparu sur internet au début des années 2000.

## Historique
Ce site LGBT français a été créé en 2000 par la société Webscape S.A.S, dirigée par Patrick Elzière. À l'origine, le site démarre sous le nom de Phospho. Mais du fait de la confusion possible avec Phosphore, le magazine destiné aux 15-25 ans, la société Bayard Presse assigne Webscape en justice réclamant l'interdiction d'utiliser ce nom. Webscape modifie alors Phospho en Fosfo. Cette appellation ne convenant toujours pas à Bayard Presse, le nom du site va changer radicalement pour devenir gayvox.
Toutes les fonctionnalités du site Gayvox sont également exploitées par Rezo, Rezogay et Gay4U, autres sites en marques blanches édités par des sociétés partenaires. On y retrouve exactement les mêmes membres et profils. Seules les interfaces diffèrent.
En 2002, la société Webscape a acquis un certain nombre d'actifs du groupe Gai Pied ainsi que d'autres services. 
En janvier 2010, Gayvox et Orange concluent un accord exclusif permettant de diffuser les contenus du site de rencontre sur les mobiles des abonnés Orange. En juin 2010, Gayvox lance le premier club gay et lesbien de vacances en France à l'Espiguette, en Camargue. La même année, Gayvox envisage de relancer le magazine Gai Pied en kiosque.
En 2012, Gayvox passe un partenariat avec Têtu pour augmenter sa visibilité. Le site compte plus d'un million de membres actifs.
Le site web n'est plus actualisé depuis décembre 2019. En 2020, est annoncée sa fermeture définitive.  